# Seiling
Seiling – miasto w Stanach Zjednoczonych, w stanie Oklahoma, w hrabstwie Dewey.